# Embaixada da Ucrânia em Chipre
A Embaixada da Ucrânia no Chipre é a missão diplomática da Ucrânia em Nicósia, no Chipre.

## História das relações diplomáticas
A República de Chipre reconheceu a independência da Ucrânia em 27 de dezembro de 1991. As relações diplomáticas entre a Ucrânia e a República de Chipre foram estabelecidas em 19 de fevereiro de 1992, com a assinatura do protocolo entre dois países em Nova York.

## Chefes da missão diplomática
1. Dmytro Markow (1999–2002)
2. Borys Humenjuk (2003–2007)
3. Oleksandr Demjanjuk (2007–2012)
4. Borys Humenjuk (2012–2019)[2]
5. Natalija Sirenko (2019–2020)
6. Ruslan Nimtschynskyj (2020–)[3]